# Crotale
El Crotale es un misil superficie-aire fabricado en Francia.

## Desarrollo y diseño
Este es un misil superficie-aire de corto alcance. El Crotale NG, una variante multi-sensor y todo-tiempo desarrollada por el fabricante Thales Air Defence que entró en servicio en 1990. Posteriormente, en base al Crotale NG, fue desarrollado el Crotale Mk.3 de largo alcance.
El Crotale NG sirve en la fuerza aérea y marina de guerra de Francia, así como en el ejército de tierra de Finlandia.

## Usuarios
- Finlandia
  - Ejército finlandés
- Francia
  - Armée de terre
  - Armée de l'air et de l'espace
  - Marine nationale
- Grecia
  - Ejército Griego
  - Fuerza Aérea Griega